# Dekret o podejrzanych
Dekret o podejrzanych (fr. Loi des suspects) – dekret Konwentu Narodowego przegłosowany 17 września 1793. Rozpoczynał on fazę zaostrzonych represji wymierzonych w przeciwników rewolucji.  
Autorami projektu dekretu byli jakobini Philippe-Antoine Merlin de Douai i Jean-Jacques-Régis de Cambacérès. Ustawa wyszczególniała jako potencjalnych wrogów rewolucji (podejrzanych) wszystkich księży odmawiających złożenia przysięgi na konstytucję cywilną kleru, byłych arystokratów oraz ich rodziny, rodziny emigrantów, spekulantów, oficerów podejrzewanych o niedostateczną lojalność wobec republiki, a także każdego, kto swoim zachowaniem, poglądami wyrażonymi w mowie lub piśmie mógł budzić podejrzenia o popieranie monarchii lub federalizmu (tj. żyrondystów).  W odróżnieniu od wcześniejszych aktów prawnych poruszających kwestię „podejrzanych”, ustawa ta nie tylko zalecała szczególny nadzór nad nimi, ale wręcz obligowała do dokonania ich natychmiastowych aresztowań. Zasada ta została jeszcze zaostrzona po wprowadzeniu tzw. certyfikatów obywatelskich (fr. du civisme). Wówczas każda osoba, której komitet cywilny danej sekcji odmówił wydania certyfikatu, automatycznie stawała się podejrzaną. 
Realizowanie w praktyce postanowień ustawy miało być obowiązkiem każdego obywatela, w szczególności na poziomie sekcji, nadzór nad całością miał zaś pełnić Komitet Bezpieczeństwa Powszechnego. W ten sposób pomysłodawcy prawa chcieli nie tylko zaostrzyć środki prawne wymierzone w przeciwników rewolucji, ale również dokonać ich instytucjonalizacji, zapobiegając przypadkowym samosądom. W praktyce wykonywanie dekretu o podejrzanych wiązało się z wieloma nadużyciami. „Wykrywanie wrogów rewolucji” dla wielu aktywistów związanych z radykalnymi klubami stało się drogą do łatwej kariery, zwłaszcza na prowincji. Również przypadki sporne były najczęściej rozstrzygane na niekorzyść osób podejrzewanych o wrogość wobec rewolucji, zgodnie z zaleceniem Komuny Paryża, by za podejrzanych uważać nie tylko otwartych przeciwników rewolucji, ale także osoby niezaangażowane w nią. 
Szacuje się, że wskutek wprowadzania w życie prawa o podejrzanych zostało w całej Francji uwięzionych pół miliona osób, a 300 tys. znalazło się pod nadzorem Gwardii Narodowej. Jego egzekwowanie na dotychczasowych zasadach zakończył przewrót 9 thermidora; w roku 1795 ustawa została ostatecznie zniesiona.